# Sankt Knuds Sogn

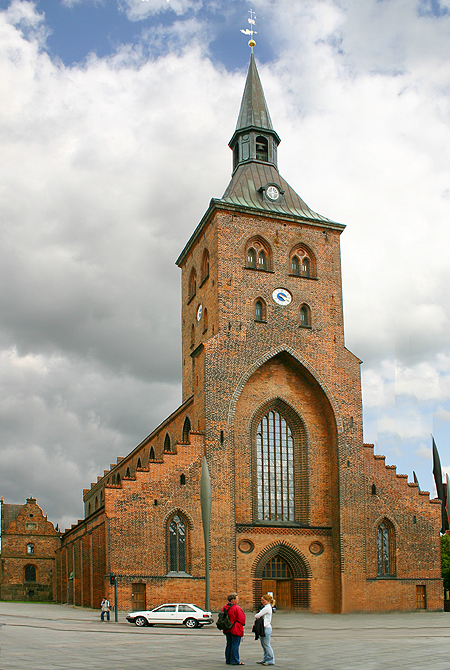
Sankt Knuds Kirke

Sankt Knuds Sogn ist ein Kirchspiel (dän.: Sogn) im Zentrum der Stadt Odense auf der Insel Fyn (dt.: Fünen) im südlichen Dänemark.
Bis 1970 gehörte sie zur Harde Odense Herred im damaligen Odense Amt, danach zur Odense Kommune im Fyns Amt, die im Zuge der  Kommunalreform zum 1. Januar 2007 Teil der Region Syddanmark geworden ist.
Von den 182.387 Einwohnern von Odense leben 9652 im Kirchspiel Sankt Knud (Stand: 1. Januar 2023). Im Kirchspiel liegen zwei Kirchen: die namensgebende „Sankt Knuds Kirke“, auch Dom zu Odense genannt, und „Graabrødre Klosterkirke“ (dt.: Franziskanerklosterkirche).
Ein zum Kirchspiel gehörender ehemaliger Kirchenbezirk Graabrødre Kloster Kirkedisktrikt ging mit der Abschaffung der dänischen Kirchenbezirke zum 1. Oktober 2010 im Muttersogn auf.
Nachbargemeinden sind im Norden Sankt Hans Sogn und Vor Frue Sogn, im Südosten Munkebjerg Sogn, im Süden Thomas Kingos Sogn, im Westen Ansgars Sogn und im Nordwesten Hans Tausens Sogn.